# 紀念堂駅
紀念堂駅（きねんどうえき）は、中華人民共和国広東省広州市に位置する広州地下鉄2号線の駅。将来的には13号線も当駅に乗り入れる計画である。

## 利用可能な鉄道路線
広州地下鉄
■ 2号線

## 沿革
- 2002年12月29日 - 開業[1]。

## 駅構造
| 地下1階 | コンコース                 | 改札口、自動券売機、サービスセンター、駅商店、駅警備室、セキュリティ |  |
| 地下2階 | 連絡通路                   | コンコースとホームを連絡、駅設備                                     |  |
| 地下3階 | 1番線                      | 2号線 越秀公園へ（嘉禾望崗方面）                                     |  |
|         | 島式ホーム、左側の扉が開く |                                                                      |  |
|         | 2番線                      | 2号線 公園前へ（広州南駅方面）                                       |  |

## 駅周辺
- 中山紀念堂
- 越秀山体育場
- 広州市人大
- 広州市政府
- 広東省政府
- 三元宮
- 市総工会

## 隣の駅
広州地下鉄
■ 2号線
公園前駅 213 - 紀念堂駅 214 -  越秀公園駅 215